# Monolith (Sylosis)
| Recensione      | Giudizio |
| --------------- | -------- |
| AllMusic        |          |
| Louder          |          |
| Metal Hammer    |          |
| Metal Injection |          |
| Metallized.it   |          |

Monolith è il terzo album in studio del gruppo musicale britannico Sylosis, pubblicato dalla Nuclear Blast l'8 ottobre 2012 in Europa e il 9 ottobre 2012 in Nord America.
L'album è stato anticipato dai singoli A Dying Vine, reso disponibile per il download sul sito ufficiale del gruppo, e Born Anew, mandato in onda in anteprima durante il Rock Show di Daniel P Carter su BBC Radio 1.

## Tracce
Testi e musiche dei Sylosis.
1. Out from Below - 6:58
2. Fear the World - 5:20
3. What Dwells Within - 5:02
4. Behind the Sun - 5:01
5. The River - 5:33
6. Monolith - 5:02
7. Paradox - 6:08
8. A Dying Vine - 5:56
9. All Is Not Well - 4:29
10. Born Anew - 3:48
11. Enshrined - 9:10 - contiene una traccia fantasma senza titolo

## Formazione
- Josh Middleton - voce, chitarra solista, tastiera
- Alex Bailey - chitarra ritmica, pianoforte
- Carl Parnell - basso
- Rob Callard - batteria